# 山形県道268号楢下高畠線
山形県道268号楢下高畠線（やまがたけんどう268ごう ならげたかはたせん）は、山形県上山市から高畠町に至る県道である。

## 概要
上山市の東と高畠町の東を北南に連結する道路である。峠道となり、柏木峠を通る。通年通行が可能。

## 起点・終点
- 起点：山形県上山市大字楢下 山形県道・宮城県道13号上山七ヶ宿線交点
- 終点：山形県高畠町 国道113号交点

## 通過する自治体
- 山形県
  - 上山市
  - 高畠町

## 交差・接続している道路
- 山形県道・宮城県道13号上山七ヶ宿線（上山市大字楢下）
- 国道113号（高畠町）